# Koberštejn
Koberštejn (niem. Koberstein) – ruiny zamku w paśmie górskim Wysokiego Jesionika (czes. Hrubý Jeseník), w Czechach, w pobliżu osady Rejvíz, na Śląsku Czeskim. Położone są na wysokości 912 m n.p.m., pod szczytem Zámecký vrch (1).
Zamek powstał pod koniec XIII wieku na granicy posiadłości biskupów wrocławskich - strzegł ważnego szlaku handlowego biegnącego doliną Czarnej Opawy (czes. Černá Opava) oraz kopalni złota w okolicach miejscowości Zlaté Hory. Przestał spełniać swoją funkcję prawdopodobnie w II poł. XV wieku, być może podczas walk Macieja Korwina o koronę czeską. Dopiero z 1687 pochodzi pierwsza pisemna wzmianka o zamku - jest on określony jako opuszczony. Jeszcze do początku następnego stulecia był siedzibą rycerzy rozbójników (raubritterów). Nazwa zamku, nieobecna w źródłach pisanych, przetrwała w ludowej tradycji.
Obecnie po zamku została tylko część walcowatej wieży, wysokiej na 9 m oraz resztki ścian. Pierwotnie miała średnicę 10 m, a jej wnętrze było czworoboczne. Obecnie nie jest możliwe określenie kształtu pozostałej części zamku, wiadomo jednak, że była tutaj fosa, a część budowli ulokowano na pobliskiej skale.
Dostęp do ruin możliwy jest z   szlaku turystycznego (łączy się z   szlakiem z osady Rejvíz), biegnącego kilkadziesiąt metrów od wieży. Obok ruin, na skale, znajduje się punkt widokowy z panoramą okolicy.

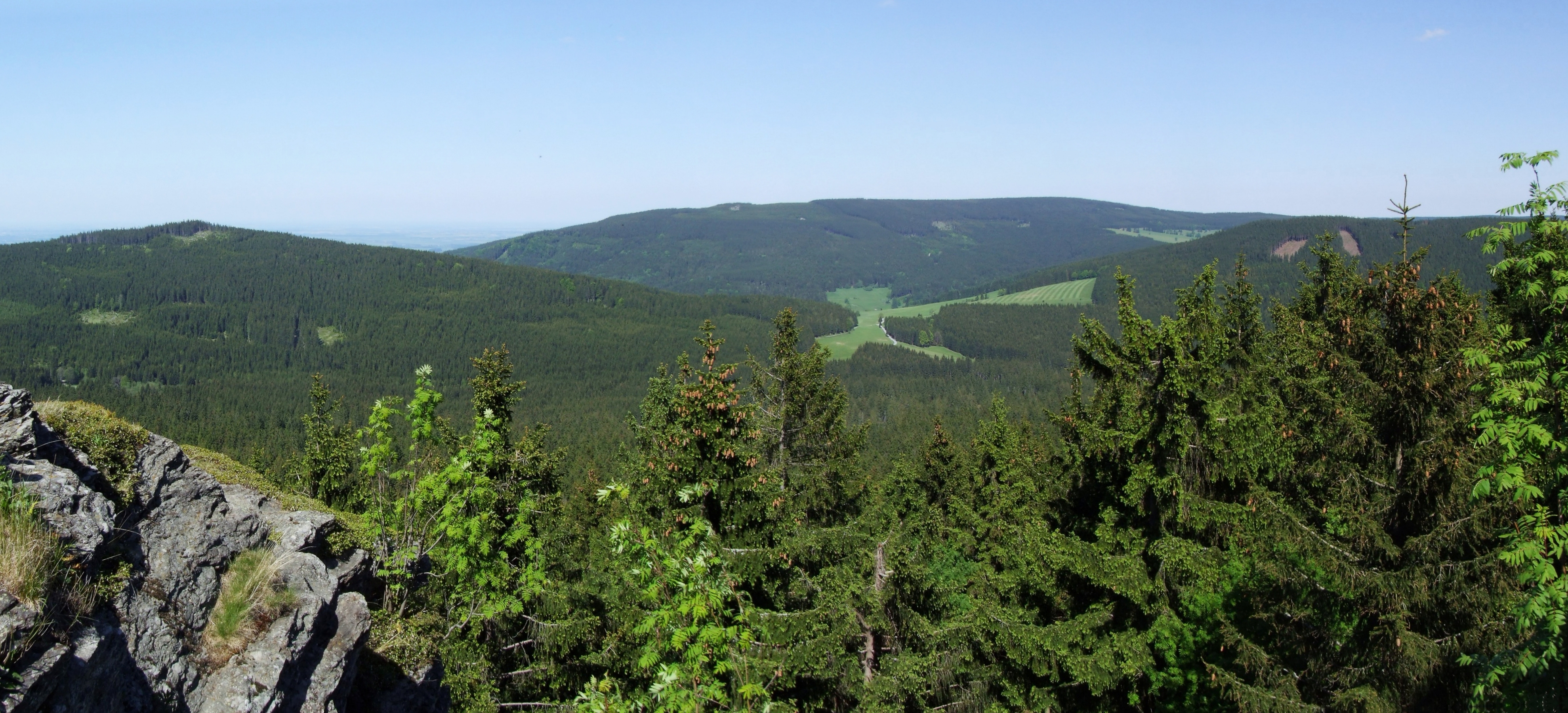
Widok na Jesioniki z punktu widokowego